# Walk the Moon
Walk the Moon ist eine US-amerikanische Pop/Indie-Rock-Band aus Cincinnati, Ohio. Gegründet wurde die Band 2008 von Leadsänger Nicholas Petricca, wobei die heutige Besetzung erst seit 2010 besteht. Der Bandname entstand in Anlehnung an den Titel Walking on the Moon von The Police. Während das erste Album I Want! I Want! im November 2010 noch unabhängig erschienen ist, ist die Band seit Anfang 2011 bei RCA Records unter Vertrag. Das erste offizielle Album Walk the Moon erschien im Juni 2012.

## Geschichte
Der Song Anna Sun wurde im Sommer 2011 vom Esquire-Magazin in der Liste der 30 Sommer-Songs erwähnt, die jeder hören sollte. Das Lied wurde von Petricca und dem New Yorker Sänger und Songschreiber Nick Lerangis am Ende ihrer Collegelaufbahn komponiert und soll für die Jugendlichkeit stehen. „It’s about college, about maintaining that little bit of being a kid“, so Petricca, „Don’t be afraid to play“.
Die Single Shut Up + Dance aus dem Album Talking Is Hard wurde am 9. September 2014 veröffentlicht. Das Album selbst erschien am 2. Dezember 2014, jedoch bereits eine Woche früher bei Spotify.

## Diskografie

### Studioalben
| Jahr | Titel           | Höchstplatzierung, Gesamtwochen, AuszeichnungChartplatzierungen (Jahr, Titel, Platzierungen, Wochen, Auszeichnungen, Anmerkungen) | Höchstplatzierung, Gesamtwochen, AuszeichnungChartplatzierungen (Jahr, Titel, Platzierungen, Wochen, Auszeichnungen, Anmerkungen) | Anmerkungen                             |
| Jahr | Titel           | UK | US | Anmerkungen                             |
| ---- | --------------- | --- | --- | --------------------------------------- |
| 2010 | I Want! I Want! | — | — | Erstveröffentlichung: 16. November 2010 |
| 2012 | Walk the Moon   | — | US36 (8 Wo.)US | Erstveröffentlichung: 19. Juni 2012     |
| 2014 | Talking Is Hard | UK53 (1 Wo.)UK | US14 Platin · (58 Wo.)US | Erstveröffentlichung: 2. Dezember 2014  |
| 2017 | What If Nothing | — | US40 (1 Wo.)US | Erstveröffentlichung: 10. November 2017 |
| 2021 | Heights         | — | — | Erstveröffentlichung: 12. November 2021 |

### Livealben
| Jahr | Titel                                 | Höchstplatzierung, Gesamtwochen, AuszeichnungChartsChartplatzierungen (Jahr, Titel, Platzierungen, Wochen, Auszeichnungen, Anmerkungen) | Anmerkungen                            |
| Jahr | Titel                                 | US | Anmerkungen                            |
| ---- | ------------------------------------- | --- | -------------------------------------- |
| 2016 | You Are Not Alone (Live at the Greek) | US186 (1 Wo.)US | Erstveröffentlichung: 26. Februar 2016 |

### Kompilationen
- 2009: The Other Side: B-Sides and Rarities
- 2023: The Liftaway

### EPs
| Jahr | Titel     | Höchstplatzierung, Gesamtwochen, AuszeichnungChartsChartplatzierungen (Jahr, Titel, Platzierungen, Wochen, Auszeichnungen, Anmerkungen) | Anmerkungen                           |
| Jahr | Titel     | US | Anmerkungen                           |
| ---- | --------- | --- | ------------------------------------- |
| 2013 | Tightrope | US54 (1 Wo.)US | Erstveröffentlichung: 18. Januar 2013 |

Weitere EPs
- 2008: The Anthem
- 2012: Anna Sun
- 2012: iTunes Festival: London 2012
- 2012: Spotify Sessions
- 2015: Different Colors
- 2019: Timebomb <Live>

### Singles
| Jahr | Titel Album                              | Höchstplatzierung, Gesamtwochen, AuszeichnungChartplatzierungen (Jahr, Titel, Album, Platzierungen, Wochen, Auszeichnungen, Anmerkungen) | Höchstplatzierung, Gesamtwochen, AuszeichnungChartplatzierungen (Jahr, Titel, Album, Platzierungen, Wochen, Auszeichnungen, Anmerkungen) | Höchstplatzierung, Gesamtwochen, AuszeichnungChartplatzierungen (Jahr, Titel, Album, Platzierungen, Wochen, Auszeichnungen, Anmerkungen) | Höchstplatzierung, Gesamtwochen, AuszeichnungChartplatzierungen (Jahr, Titel, Album, Platzierungen, Wochen, Auszeichnungen, Anmerkungen) | Höchstplatzierung, Gesamtwochen, AuszeichnungChartplatzierungen (Jahr, Titel, Album, Platzierungen, Wochen, Auszeichnungen, Anmerkungen) | Anmerkungen                              |
| Jahr | Titel Album                              | DE | AT | CH | UK | US | Anmerkungen                              |
| ---- | ---------------------------------------- | --- | --- | --- | --- | --- | ---------------------------------------- |
| 2012 | Anna Sun I Want! I Want! / Walk the Moon | — | — | — | UK82 (1 Wo.)UK | US— PlatinUS | Erstveröffentlichung: 7. Februar 2012    |
| 2014 | Shut Up + Dance Talking Is Hard          | DE10 ×2Doppelplatin · (44 Wo.)DE | AT7 Gold · (40 Wo.)AT | CH20 (27 Wo.)CH | UK4 ×6Sechsfachplatin · (73 Wo.)UK | US4 ×5Fünffachplatin · (53 Wo.)US | Erstveröffentlichung: 10. September 2014 |
| 2017 | One Foot What If Nothing                 | — | — | — | — | US65 Gold · (8 Wo.)US | Erstveröffentlichung: 22. November 2017  |

Weitere Singles
- 2008: The Anthem
- 2013: Tightrope
- 2014: Different Colors
- 2015: Pokerap
- 2016: Work This Body
- 2016: Back 2 U (Steve Aoki & Boehm feat. Walk the Moon)
- 2018: Home (Morgxn feat. Walk the Moon)
- 2018: Kamikaze
- 2018: Tiger Teeth
- 2019: Timebomb
- 2019: Eat Your Heart
- 2021: Can You Handle My Love??
- 2021: Rise Up
- 2021: Win Anyway
- 2022: Giants

## Auszeichnungen für Musikverkäufe
| Goldene Schallplatte - Belgien - 2016: für die Single Shut Up + Dance - Kanada - 2017: für das Album Talking Is Hard - Polen - 2023: für das Album Talking Is Hard Platin-Schallplatte - Italien - 2018: für die Single Shut Up + Dance - Neuseeland - 2022: für das Album Talking Is Hard - Norwegen - 2016: für die Single Shut Up + Dance 2× Platin-Schallplatte - Dänemark - 2022: für die Single Shut Up + Dance - Spanien - 2024: für die Single Shut Up + Dance | 4× Platin-Schallplatte - Schweden - 2015: für die Single Shut Up + Dance 9× Goldene Schallplatte - Mexiko - 2025: für die Single Shut Up + Dance 7× Platin-Schallplatte - Kanada - 2019: für die Single Shut Up + Dance - Neuseeland - 2025: für die Single Shut Up + Dance 15× Platin-Schallplatte - Australien - 2024: für die Single Shut Up + Dance |

Anmerkung: Auszeichnungen in Ländern aus den Charttabellen bzw. Chartboxen sind in ebendiesen zu finden.
| Land/RegionAuszeichnungen für Musikverkäufe (Land/Region, Auszeichnungen, Verkäufe, Quellen) | Gold     | Platin       | Verkäufe  | Quellen              |
| -------------------------------------------------------------------------------------------- | -------- | ------------ | --------- | -------------------- |
| Australien (ARIA)                                                                            | —        | 15× Platin15 | 1.050.000 | aria.com.au          |
| Belgien (BRMA)                                                                               | Gold1    | —            | 15.000    | ultratop.be          |
| Dänemark (IFPI)                                                                              | —        | 2× Platin2   | 180.000   | ifpi.dk              |
| Deutschland (BVMI)                                                                           | —        | 2× Platin2   | 1.200.000 | musikindustrie.de    |
| Italien (FIMI)                                                                               | —        | Platin1      | 50.000    | fimi.it              |
| Kanada (MC)                                                                                  | Gold1    | 7× Platin7   | 600.000   | musiccanada.com      |
| Mexiko (AMPROFON)                                                                            | Gold1    | 4× Platin4   | 270.000   | amprofon.com.mx      |
| Neuseeland (RMNZ)                                                                            | —        | 8× Platin8   | 225.000   | radioscope.co.nz NZ2 |
| Norwegen (IFPI)                                                                              | —        | Platin1      | 40.000    | ifpi.no              |
| Österreich (IFPI)                                                                            | Gold1    | —            | 15.000    | ifpi.at              |
| Polen (ZPAV)                                                                                 | Gold1    | —            | 25.000    | olis.pl              |
| Schweden (IFPI)                                                                              | —        | 4× Platin4   | 160.000   | sverigetopplistan.se |
| Spanien (Promusicae)                                                                         | —        | 2× Platin2   | 120.000   | elportaldemusica.es  |
| Vereinigte Staaten (RIAA)                                                                    | Gold1    | 7× Platin7   | 7.500.000 | riaa.com             |
| Vereinigtes Königreich (BPI)                                                                 | —        | 6× Platin6   | 3.600.000 | bpi.co.uk            |
| Insgesamt                                                                                    | 6× Gold6 | 59× Platin59 |           |                      |